# Lorenzo Simonetti
Pour les articles homonymes, voir Simonetti.
Lorenzo Simonetti  (né le 27 mai 1789 à Rome et mort le 9 janvier 1855 dans la même ville) est un cardinal italien du XIXe siècle.

## Biographie
Lorenzo Simonetti exerce diverses fonctions au sein de la curie romaine, notamment auprès de la Congrégation de l'Inquisition. Le pape Grégoire XVI le crée cardinal in pectore lors du consistoire du 22 juillet 1844. Sa création est publiée le 24 novembre 1845.
Il est préfet de l'économie de la Sacrée congrégation pour la propagation de la foi.
Le cardinal Simonetti participe au conclave de 1846, lors duquel Pie IX est élu pape.

## Source
- Fiche du cardinal Lorenzo Simonetti sur le site de la Florida International University